# Ortenberg (Bade-Wurtemberg)
Pour les articles homonymes, voir Ortenberg.
Ortenberg est une commune de Bade-Wurtemberg (Allemagne), située dans l'arrondissement de l'Ortenau, dans le district de Fribourg-en-Brisgau.
Le « village du vin, des fleurs et des fontaines » est dominé par le château d'Ortenberg. Érigé au XIIe siècle par les ducs de Zähringen pour condamner l'accès à la vallée de la Kinzig, il fut détruit en 1678 par les Français et « ressuscité » en 1838 par Friedrich Eisenlohr qui réalisa un édifice de style néogothique au goût de l'époque.